# Одон Дейльский
Одон Дейльский (фр. Eudes de Deuil, лат. Odo de Diogilo; около 1110 — 8 апреля 1162) — французский хронист, монах-бенедиктинец, настоятель аббатства Сен-Дени (1152—1162), один из летописцев второго крестового похода.

## Биография
О жизни Одона известно немногое. Уроженец Дёя, он вырос в небогатой семье и в юности принял постриг в аббатстве Св. Дионисия в Сен-Дени, где получил образование и где жил до 1146 года. Входил в окружение учёного аббата Сугерия, приближённого королей Людовика VI и Людовика VII. Вместе с последним участвовал во втором крестовом походе, в должности капеллана при королевской армии.
Пребывая на Востоке, написал латинскую хронику событий и отправил её Сугерию, являвшемуся одним из регентов королевства во время отсутствия Людовика Молодого. Сопровождал короля на протяжении всей экспедиции, вплоть до отплытия его в марте 1148 года из Атталии. В 1152 году, спустя три года после возвращения из похода, стал настоятелем монастыря Сен-Дени вместо умершего Сугерия. Одновременно исполнял должность аббата монастыря Сен-Корнель в Компьене.
Умер 8 апреля 1162 года в парижской больнице Отель-Дьё, основанной двумя годами ранее епископом Морисом де Сюлли.

## Сочинение
Латинская хроника Одона, составленная, возможно, по инициативе аббата Сугерия, носит название «О паломничестве Людовика VII, франкского короля, на Восток» (лат. De profectione Ludovici VII in Orientem) и состоит из семи книг и пролога:
- Пролог — составлен в форме письма Сугерию
- Первая книга — подготовка к крестовому походу
- Вторая книга — путь крестоносцев через Венгрию и Болгарию к Византии
- Третья и четвертая книги — прибытие Людовика в Константинополь, встреча с императором Мануилом Комнином, переправа через Босфор
- Пятая книга — пребывание крестоносцев в Малой Азии, встреча короля с Конрадом III в Никее
- Шестая книга — обстоятельства поражения франков
- Седьмая книга — крестоносцы в Атталии и отбытие Людовика в Антиохию

Изложение событий доводится Одоном до июля 1148 года, неудачного похода крестоносцев на Дамаск.
В отличие от Оттона Фрейзингского, в своём сочинении Одон объясняет провал второго крестового похода не божественным провидением, а реальными причинами: например, он обвиняет в неудачах крестоносного движения Византию и политику её императора Мануила Комнина. Указывая, что византийцы предоставляли крестоносцам недостаточное количество продовольствия, дурные повозки, плохих лошадей и неопытных проводников, он обвиняет их вдобавок в заключении «сепаратного» союза с сельджуками, вместе с которыми христианские жители Анатолии впоследствии устраивали нападения на франков.
Хроника содержит не только последовательность событий, но и богата различными описаниями, по большей части, приводимыми Одоном в качестве очевидца. Он подробно рассказывает о быте и нравах народов, которых встречали крестоносцы, о тактике боя турок-сельджуков и обычаях византийцев, описывает города, через которые пролегал путь Людовика VII. Так, благодаря хронике Одона, можно составить впечатление о Константинополе XII века:
| |
| \| Константинополь, слава Греции, город, известный своими богатствами и еще более богатый, нежели о нем говорят, построен треугольником, в виде корабельного паруса. В переднем углу видна св. София и дворец Константина, в котором находится часовня, знаменитая святейшими мощами. Когда мы прибыли в этот город, у нас с правой стороны был Босфор и впадающий в него Золотой рог, берущий своё начало милях в четырех. В той стороне находится дворец, называемый Влахерною; находясь на низменном месте, но отстроенный с большим искусством и с большими издержками, он выведен достаточно высоко и доставляет своим обитателям тройное удовольствие, вследствие близости моря, полей и города, которые видны отовсюду вместе. Его внешняя красота несравненна, а внутренность превосходит все, что я мог бы сказать. Везде позолота и разнообразие цветов; двор превосходно выстлан мрамором, и трудно решить, что увеличивает ценность или красоту этого дворца, изумительное ли искусство, употребленное на него, или дорогие материалы, из которых он отстроен. \| |
| Константинополь, слава Греции, город, известный своими богатствами и еще более богатый, нежели о нем говорят, построен треугольником, в виде корабельного паруса. В переднем углу видна св. София и дворец Константина, в котором находится часовня, знаменитая святейшими мощами. Когда мы прибыли в этот город, у нас с правой стороны был Босфор и впадающий в него Золотой рог, берущий своё начало милях в четырех. В той стороне находится дворец, называемый Влахерною; находясь на низменном месте, но отстроенный с большим искусством и с большими издержками, он выведен достаточно высоко и доставляет своим обитателям тройное удовольствие, вследствие близости моря, полей и города, которые видны отовсюду вместе. Его внешняя красота несравненна, а внутренность превосходит все, что я мог бы сказать. Везде позолота и разнообразие цветов; двор превосходно выстлан мрамором, и трудно решить, что увеличивает ценность или красоту этого дворца, изумительное ли искусство, употребленное на него, или дорогие материалы, из которых он отстроен.       |

Хроника Одона Дейльского дошла до нас в единственной пергаментной рукописи XIII века, хранящейся в Университетской библиотеке Монпелье (MS 39). Впервые она была напечатана в 1660 году в Дижоне учёным-иезуитом Пьером-Франсуа Шиффле. Комментированный французский перевод её, вместе с переводом «Иерусалимской истории» Фульхерия Шартрского, был издан в 1825 году в Париже в 24 томе «Коллекции мемуаров, относящихся к истории Франции», под редакцией историка Франсуа Гизо, а в 1949 году там же увидело свет новое её издание, подготовленное к печати историком-архивистом Анри Ваке.

## Издания хроники
- Одон Дейльский. О странствовании Людовика VII, франкского короля, на восток // Средневековая латинская литература IV-IX вв. — М., 1970 Об авторе. Дата обращения: 18 февраля 2011. Архивировано 9 мая 2012 года.
- Histoire des croisades par Foulcher de Chartres. Histoire de la croisade de Louis VII par Odon de Deuil. — Paris: Brière, 1825. — xi, 388 p. — (Collection de mémoires relatifs à l'histoire de France, 24).
- Odo of Deuil. De profectione Ludovici VII in Orientem. The Journey of Louis VII to the East, edited and translated by Virginia Gingerick Berry. — New York: Columbia University Press, 1948. —  xliv, 154 p. — (Records of Civilization, Sources and Studies, 42).
- Eudes de Deuil. La croisade de Louis VII roi de France, publiée par Henri Waquet. — Paris: Geuthner, 1949. — 90 p. — (Documents relatifs à l'histoire des croisades, 3).
- Odon de Deuil. Histoire de la croisade du roi Louis VII, traduit du latin par François Guizot. — Clermont-Ferrand: Paleo, 2004. — 154 p. — (Sources de l'histoire de France). Réimpr.: Clermont-Ferrand: Paleo, 2014. — 125 p. — (L'encyclopédie médiévale).